# Goofy’s Hysterical History Tour
Goofy’s Hysterical History Tour — видеоигра в жанре платформер, разработанная студией Imagineering и изданная компанией Absolute Entertainment эксклюзивно для приставки Sega Genesis 28 сентября 1993 года в Северной Америке.

## Сюжет
Главный герой игры — Гуфи, пёс из мультфильмов Уолта Диснея. Он устраивается на новую работу в музей истории профессора Людвига фон Дрейка. Но заклятый враг Гуфи, Чёрный Пит, пытается добиться того, чтобы его уволили. С этой целью однажды ночью он крадёт из музея разные исторические ценности и сбегает с ними через «дыру» во времени. Гуфи, обнаружив пропажу, отправляется вслед за Питом в прошлое. Он должен вернуть все вещи до рассвета, иначе фон Дрейк уволит его.

## Игровой процесс
Гуфи предстоит пройти по четырем большим уровням  (доисторический лес, Дикий Запад, корабль пиратов и средневековый замок), каждый из которых делится на три-четыре маленьких. Здесь много ловушек и врагов. Гуфи может собирать воздушные шарики, цветные шары, а также предметы, напоминающие боксёрские перчатки. Чтобы отбиваться от врагов и доставать призы, он использует специальное устройство с перчаткой на конце (так называемое «Extend-O-Hand»); также с помощью него он может забираться на возвышенности.
В конце каждого большого уровня появляется босс — Черный Пит. В ходе игры уровень здоровья у Пита возрастает, и его становится сложнее победить. После победы над Питом Гуфи забирает у него очередную украденную вещь и возвращает её в музей. Иногда Пит появляется примерно в середине уровня; но здесь он гораздо слабее.
Сложность игры довольно высока. Количество жизней и «продолжений» ограничено, а препятствий и смертельных для персонажа ловушек много. Прохождение некоторых препятствий может потребовать от игрока быстрой реакции, чтобы Гуфи не угодил в очередную ловушку.

## Оценки
Игра получила в основном средние оценки критиков. К примеру, американский журнал EGM оценил игру в 5 баллов из 10 возможных. При этом другой журнал — GamePro — выставил оценку в 4,5 баллов из 5. Главными недостатками игры были названы неудобное управление и скучный геймплей.